# ルイ・ケルヴラン
ルイ・ケルヴラン（Corentin Louis Kervran, 1901年 - 1983年2月2日）は、フランスの科学者。生体内における酵素やバクテリアの作用によって、一つの元素が別の元素に転換するという生物学的元素転換（Biological Transmutations）という理論を提唱したことで知られる。1993年、「錬金術の熱心な崇拝者」としてイグノーベル賞を受賞。

## 略歴
1901年にフランスのブルターニュ地方、フィニステール県のカンペールに生まれる。のちにパリの労働衛生局に入り、電気や放射線などの物理作用に対する生理学的研究と調査に従事する。
1930年代にはフランス南東部のサヴォア県シャンベリーの労働視察官として公務に従事し、第二次世界大戦中には同地方でフランス・レジスタンスとして活動した。
戦後の1946年には労働衛生局部長に就任し、1955年には一酸化炭素の存在しない環境での中毒事故を調査した。
その後の1959年にサハラ砂漠の油田労働者の生理学的調査を実施し、人体の内部で核融合や核分裂に相当する生物学的元素転換が生じているとの確信に至った。そして1962年にその研究をまとめた『生体による原子転換』を出版し、当時の学界に大きな波紋を巻き起こした。翌1963年には『自然の中の原子転換』、さらに1964年には『微量エネルギー元素転換』を出版し、自然界に普遍的に存在する現象として、微量エネルギー元素転換を主張した。

## 元素転換説
ケルヴランの元素転換説の主軸となる二つの概念は、核子クラスター構造論とジャコブ、モノーらによる遺伝子のオペロン説であるとされる。
前者は、原子核を構成する核子がアルファ粒子をメインとするクラスター構造を形成しており、その結合エネルギーの不均衡によって、低いエネルギーでもクラスター構造の組み換えにより元素転換が生じるとするものである。ケルヴランはこれを「核子クラスター」と称し、その結合反応をフリタージュ、分裂反応をクリベージュと呼び、古典的な原子核反応と区別している。
後者のオペロン説は分子生物学上の重要な発見であり、ケルヴランはこれを元素転換反応を引き起こす酵素等を合成するDNAのメカニズムとして採用している。
こうした理論に基づく彼の元素転換説はヨーロッパ各国に大きな反響をもたらした。1966年には『生物学的元素転換の発見に向けて』という普及書を出版。これは1971年に英訳されたケルヴラン唯一の英語版書籍である。また1969年にはフランス国立農学院で連続講演を行ない、その要旨を『農学における元素転換』として公表している。
さらにこの1969年1月には、フランス農学アカデミーにおいてロブスターを使用した元素転換実験の論文を公表したが、各元素の収支の確実性を疑問視され、この論文は農学アカデミーの公式記録から抹消されている。その一年後の1970年2月にロブスターの第2実験を再度報告しているが、これは激しい議論を巻き起こした。
この実験に関しては1970年4月の『ニューサイエンティスト』誌に批判記事が掲載されており、8月の同誌にケルヴランは反論記事を寄せている。また同年10月にはI.N.R.A.（フランス農学研究所）の研究者 L・ゲゲン による反証実験に基づく批判が行なわれるなど、学界の姿勢に変わるところはなかった。
ケルヴランはこのような批判にもかかわらず研究を続けた。1971年4月に開催された生物学的農法の全国集会・トゥール会議において、オート麦の発芽実験による石灰分の増加を報告している。さらに同年6月にはフランス農業者協会の研究施設にてオート麦・ライ麦・レンズマメの元素転換実験を行なった。また彼の共同研究者でもあった J・E・ツンデル の実験も同年12月に農学アカデミーに報告されている。
このケルヴランやツンデルといったフリタージュ学派の活動に対して、農学アカデミーではすぐに批判的な検証が行われた。1972年1月には S・エニン が P・バランジェ の元素転換実験を否定するスービエとガデの論文をアカデミーで公表した。またI.N.R.A.のゲゲンは同年2月に『ラ・リシェルシェ』誌上で生物学的農法を批判し、4月の『レゾ・プレザンテ』においてケルヴランと論争を行っている。翌5月にゲゲンは『ブレティンI.N.R.A.』に生物学的元素転換に対する13項目の批判記事を掲載した。さらに7月の『レゾ・プレザンテ』にはパリ第7大学の植物生理学者、R・エレ の批判記事が掲載されており、この論争は1973年の『ブレティンI.N.R.A.』でケルヴランとゲゲンが直接対決するまで続いた。
一方、1973年に出版された自著『微量エネルギー元素転換の地質学と物理学における証明』でケルヴランはベルヴュー・メードンにあるC.N.R.S（フランス国立科学研究所）の施設を使用してパイロープの高圧プレス実験を行なっている。この実験はメスバウアー・スペクトル分析により解析され、鉱物の組成変動が確認されている。晩年には生物学的元素転換の量子論的解釈を追究し、その成果を1982年の『生物学的元素転換と現代物理学』に公表している。
1983年2月2日にパリで逝去。死後10年たった1993年にイグノーベル賞（物理学賞）が授与されている。

## 著作
生物学的元素転換に関するケルヴランの著作は以下の9冊になる。
- 『生体による元素転換』(1962)
- 『自然の中の元素転換』(1963)
- 『微量エネルギー元素転換』(1964)
- 『生物学的元素転換の発見に向けて』(1966)
- 『農学における生物学的元素転換』(1970)
- 『微量エネルギー元素転換の地質学と物理学における証明』(1973)
- 『微量エネルギー元素転換の生物学における証明』(1975)
- 『生物学的元素転換と現代物理学』(1982)

日本語に翻訳されたケルヴランの著作。
- 『生体による原子転換 : N、K、Mgの実例』日本CI(1962), 桜沢如一訳
- 『自然の中の原子転換』日本CI(1963), 桜沢如一訳
- 『生物学的元素転換』朔明社(2003)
- 『微量エネルギー元素転換の地質学と物理学における証明』朔明社(2005)

またケルヴランの研究の概要と論争に関する包括的な資料としては以下の著作がある。
- 『フリタージュの真実』朔明社(2008)